# Andreas Crappius
Andreas Crappius, auch Krapp, Crappe (* 1542 in Lüneburg; † 8. Januar 1623 in Hannover) war ein deutscher Musiklehrer und Kirchenliedkomponist.

## Leben
Als Sohn des aus Wittenberg stammenden Johannes Krapp, immatrikulierte er sich 1565 an der Universität Wittenberg, wo einst sein Onkel Philipp Melanchthon die Universität geleitet hatte. Hier besuchte er die philosophische Fakultät, wo er in den artistischen Fächern der Sieben freien Künste weitergebildet wurde.
Nachdem er sein Studium 1567 ohne akademischen Abschluss beendet hatte, kam er am 28. März 1568 nach Hannover, wo er bis 1616 die Stelle des Kantors an der Lateinschule besetzte. Diese war mit dem Kantorat der Marktkirche verbunden. Sein 1599 erschienenes Lehrbuch Musicae artis elementa blieb noch lange in Gebrauch. Er unterrichtete unter anderem Melchior Schildt und sorgte als Komponist dafür, dass der Stil der Reformationsjahre in der evangelischen Kirchenmusik bewahrt wurde. Dabei schuf er Kompositionen für die häusliche Andacht, die durch den Druck Verbreitung fanden. Neben Chor- und Kirchenmusik schrieb er auch drei Messen. Mit seiner Tätigkeit als Komponist, Chorleiter und Pädagoge bestimmte Crappius das hannoversche Musikleben maßgeblich, erlangte damit Ansehen und wurde 1616 ehrenvoll aus dem Dienstverhältnis verabschiedet.

## Ehrungen
1922 wurde der Komponist mit der Namensgebung der Crappiusstraße in Hannover-Kleefeld geehrt.

## Werke (Auswahl)
Lieder
- Hochzeitsgesänge zu Ehren Johann Schneideweins, Wittenb. 1568
- Cantiones sacrae 4 et 6 voc. Magdeburg 1581, 1584; desgleichen 5 et 6 voc. nebst einer Messe über: Schaffe in mir Gott ein reines Herz, ebd. 1582
- Neue geistliche Lieder und Psalmen, Helmstädt 1594
- Allein zu dir, Herr Jesu Christ
- Da pacem, Domine,
- Erhalt uns, Herr, bei deinem Wort, Verleih uns Frieden gnädiglich
- Nun ist es Zeit, zu singen hell, 1594
- Helft mir Gotts Güte preisen, 1594

Schriften
- Musicae artis elementa. Pro pueris primùm incipientibus (Elementarwerk, Helmstedt 1599, 2. Auflage 1609), Halle.